# Crucheray
Crucheray é uma comuna francesa na região administrativa do Centro, no departamento Loir-et-Cher. Estende-se por uma área de 26,14 km². Em 2010 a comuna tinha 406 habitantes (densidade: 15,5 hab./km²).